# Johann Georg Wolff
Johann Georg Wolff (* 7. März 1789 in Trier; † 31. August 1861) war ein deutscher Architekt und Stadtbaumeister in Trier.

## Leben
Wolff wurde in Trier zunächst Kreisbaukonduktor, später Bauinspektor und schließlich Stadtbaumeister. Dieses Amt hatte er bis 1848 inne.
Er war ein Schüler Schinkels und gilt als Verfechter des preußischen Klassizismus, den er auch in seiner Heimat Trier vertrat. Spuren dieser Haltung finden sich auch an Gebäuden, die nicht von Wolff selbst geplant wurden, aber in der Zeit seines Amtes als Stadtbaumeister in Trier entstanden. Ein Beispiel ist die Villa Weißhaus des Bürgermeisters Wilhelm von Haw.

## Bauwerke
Zu seinen Gebäuden gehört das Casinogebäude am Trierer Kornmarkt (1824/25), das ursprünglich Sitz der Trierer Lesegesellschaft war und nach seiner Zerstörung im Zweiten Weltkrieg wieder aufgebaut wurde. Bis 1999 diente es dann als Casino der französischen Soldaten, danach wurde es saniert und in ein Geschäftshaus umgewandelt.
Ferner baute Wolff das Hauptzollamt am Johanniterufer 1–3, das Königlich Preußische Gefängnis (1832/33), das heute als Bischöfliches Dom- und Diözesanmuseum dient, und die Pfarrkirche St. Michael in Bollendorf.
Nicht erhalten blieb das Friedhofsportal An der Feldport am Hauptfriedhof in Trier-Nord. Es wurde 1832 errichtet und 1870 abgerissen, weil der Friedhof erweitert werden musste. 1922 erschien in der Zeitschrift „Kur-Trier“ ein Artikel von Wilhelm Schäfer mit einer Illustration von Theo Sternberg über das Tor. Laut Schäfer, dessen Schilderung als genauer angesehen wird als Sternbergs Zeichnung, war das Tor als dreibogiger Triumphbogen gestaltet, auf dessen seitlichen Durchgängen die Statuen von Johannes dem Täufer und dem heiligen Bruno standen. Sie stammten aus der Kirche St. Maximin in Trier bzw. aus einer Kartause und galten schon für Schäfer als verschollen. Die beiden seitlichen Durchgänge des Portals dienten den Friedhofsbesuchern im Alltag als Zugang, der größere Hauptbogen war für Begräbnisse vorgesehen.
Ebenfalls abgerissen wurde der 1829 errichtete Trierer Viehmarktbrunnen. Das Bauwerk war etwa acht Meter hoch, bestand aus Sandstein und versinnbildlichte die Vieh- und Landwirtschaft. 1898 wurde es zerlegt. Mindestens vier Löwenfiguren dieses Brunnens sind erhalten geblieben; eine befindet sich im Innenhof von Schloss Dagstuhl, zwei dienen als Brunnenfiguren bei Schloss Liebig in Gondorf und eine ist heute wieder in Trier zu sehen. Sie steht auf der Ostallee.

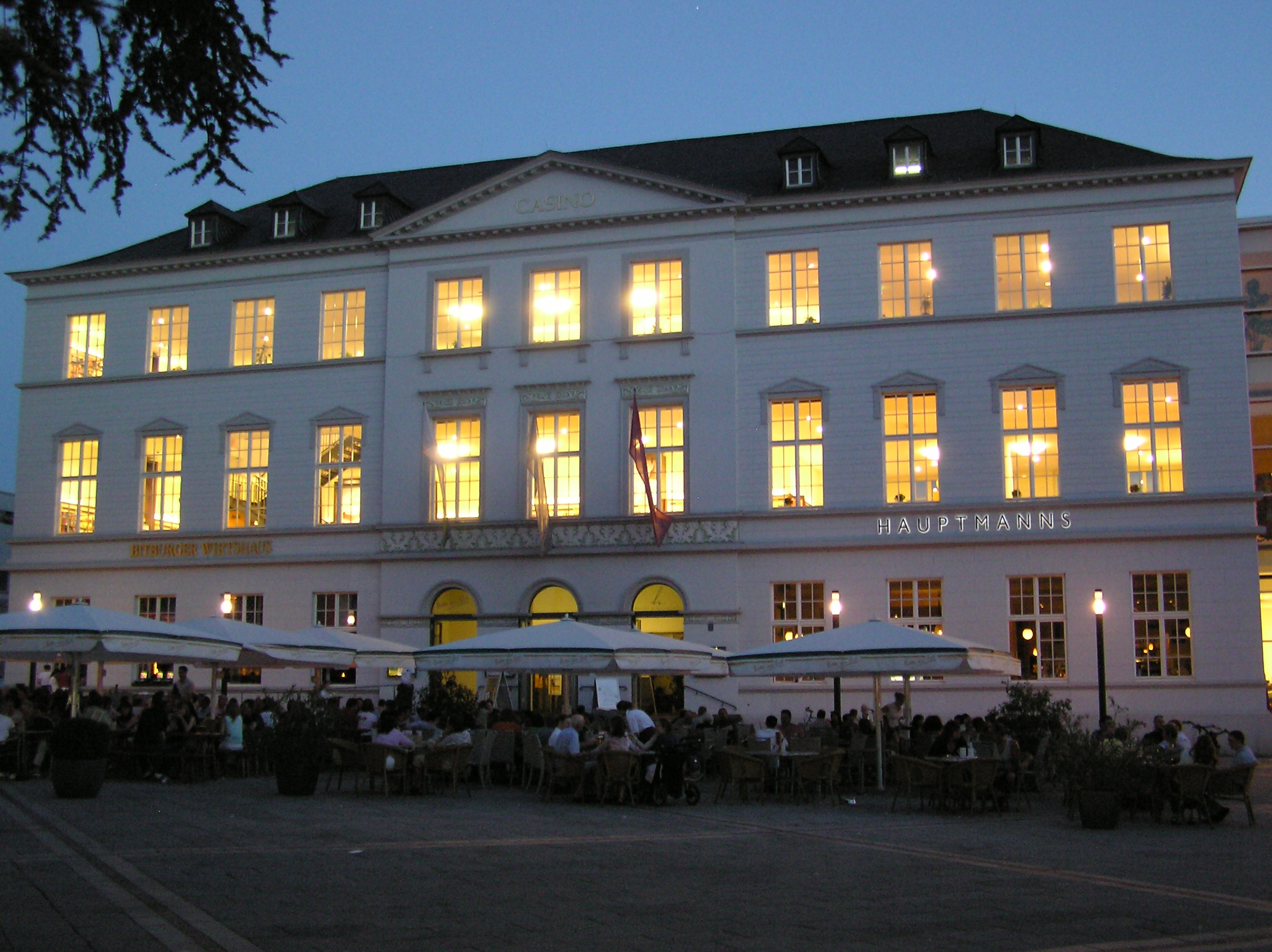
Französisches Casino
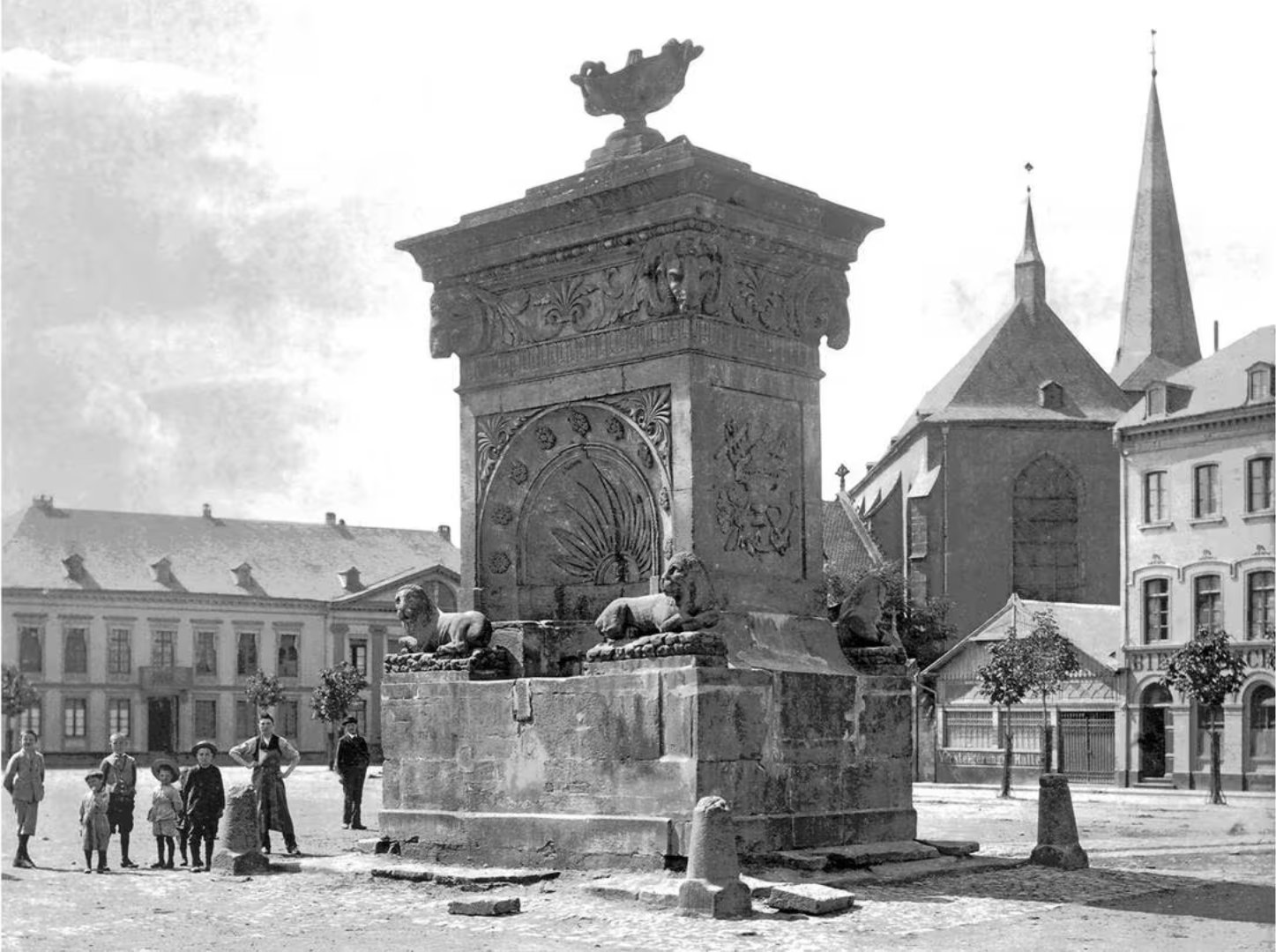
Der Viehmarktbrunnen
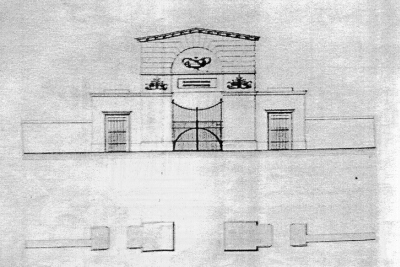
Wolffs Entwurf des Friedhofsportals An der Feldport
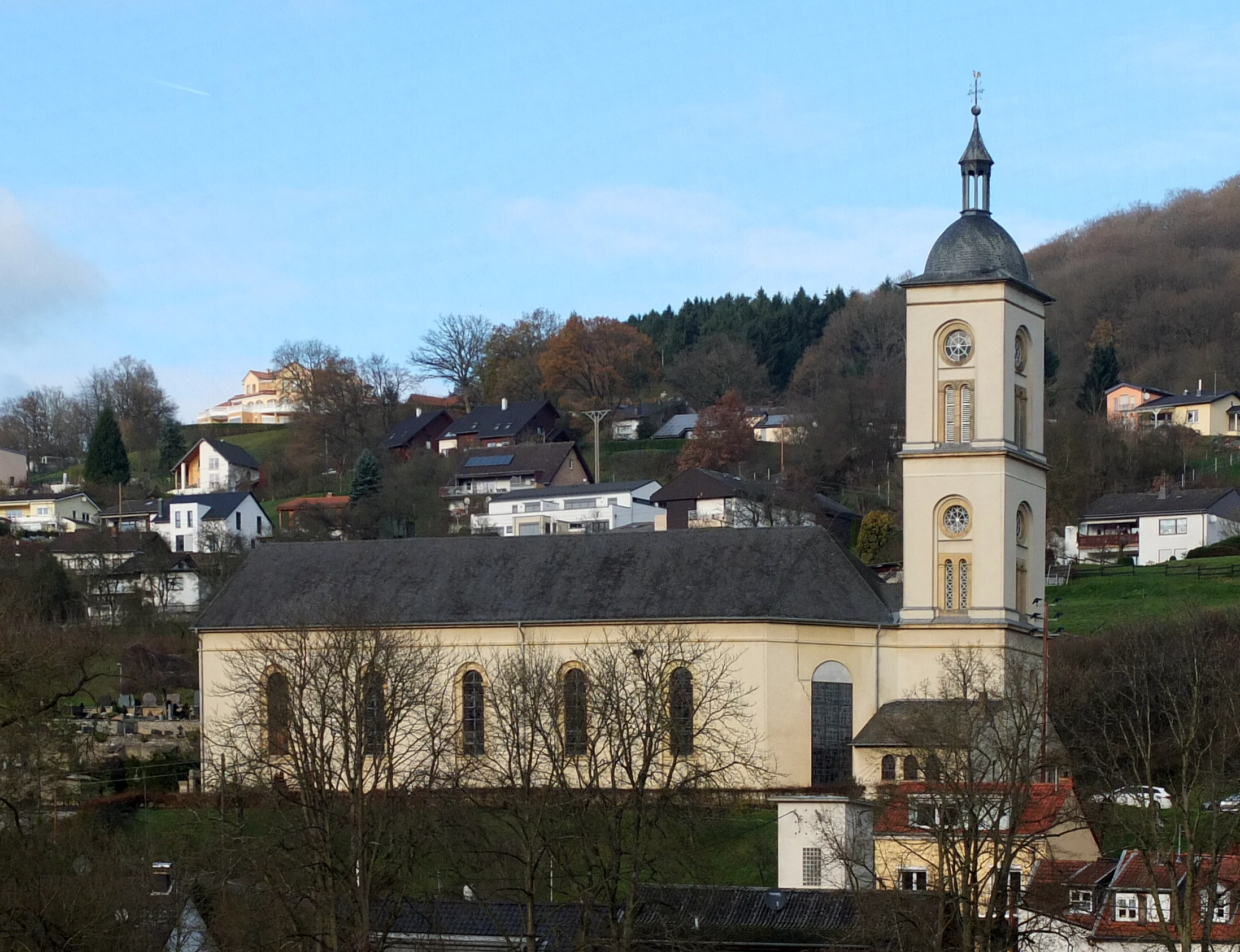
St. Michael in Bollendorf
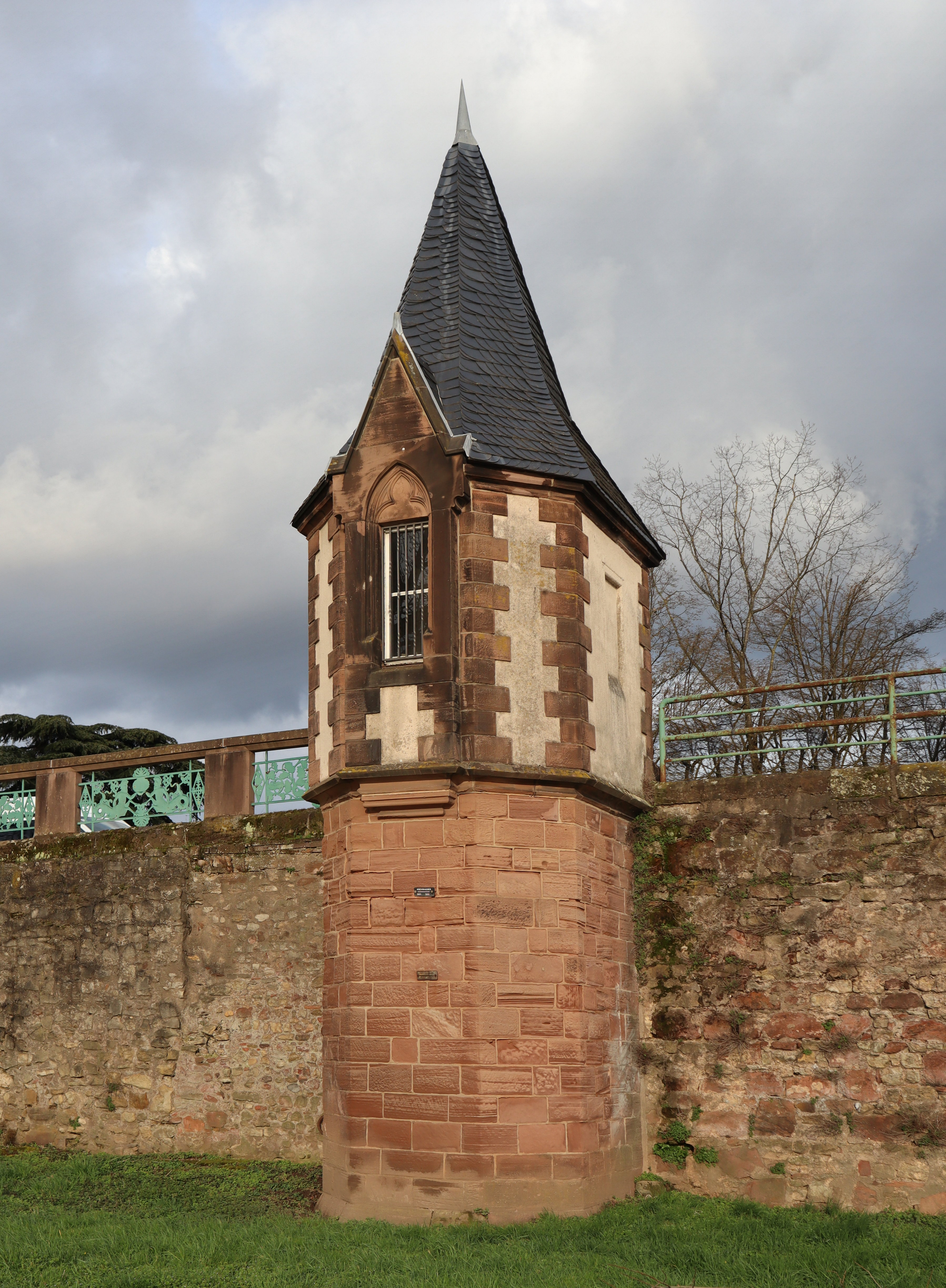
Das Pegelhaus am Johanniterufer